# Mont Nishiazuma
Le mont Nishiazuma (西吾妻山, Nishiazuma-yama) est un volcan du Japon qui s'étend sur les préfectures de Yamagata et Fukushima, dans la région du Tōhoku.

## Géographie
Le mont Nishiazuma est un stratovolcan situé dans le nord-est du village de Kitashiobara et au sud-est de la ville d'Yonezawa, à cheval sur les deux préfectures de Fukushima et Yamagata.
Avec une altitude de 2 035 m, son sommet est le point le plus haut des monts Azuma.
Il fait partie du parc national de Bandai-Asahi.